# Remifentanilsäure-tert-butylester
Remifentanilsäure-tert-butylester ist ein Analogon des Remifentanil, bei dem der Methylester der Seitenkette durch einen tert-Butylester ersetzt ist. Durch diese Strukturänderung werden die pharmakologischen Eigenschaften von Remifentanil signifikant verändert.
Remifentanilsäure-tert-butylester ist ein ultrapotentes Opioid, das über 150.000 mal potenter als Morphin ist und 1991 erstmals in der Literatur beschrieben wurde. Im Gegensatz zum ultrakurzwirksamen Remifentanil handelt es sich bei Remifentanilsäure-tert-butylester um ein Opioid mit deutlich längerer Wirkungsdauer. Die längere Wirkung ist auf den vergleichsweise großen tert-Butyl-Rest der Ester-Seitenkette zurückzuführen. Während Remifentanil sehr schnell durch Esterasen unter Bildung von inaktiver Remifentanilsäure metabolisiert wird, zeigt der Remifentanilsäure-tert-butylester eine sehr große metabolische Stabilität gegenüber enzymatischem Abbau. Zusätzlich zur Verlängerung der Wirkungsdauer steigt die analgetische Potenz außerordentlich stark auf das über 200-fache an.
Im direkten Vergleich ist Remifentanilsäure-tert-butylester 210 mal potenter als Remifentanil und 25 mal potenter als Carfentanil. Mit einem ED50-Wert von 21 ng/kg dürfte es sich höchstwahrscheinlich um das mit Abstand potenteste Opioid handeln.
Die folgende Tabelle zeigt die Abhängigkeit der analgetischen Potenz (ED50 - Werte) einiger Remifentanilsäure-tert-butylester Analoga von der Struktur des Ester-Restes der Seitenkette und die entsprechenden ED50-Werte von Carfentanil, Fentanyl, Sufentanil und Morphin als Referenz-Opioide.

Tabelle der ED50-Werte verschiedener Remifentanilsäureester (Ratte i.v., Rattenschwanzreflex)
| Substanz                                | Ester-Alkyl      | ED50 (mg/kg) | Wirkungsdauer (min) |
| --------------------------------------- | ---------------- | ------------ | ------------------- |
| Remifentanil                            | CH3              | 0,0044       | 15                  |
| Remifentanilsäureethylester             | C2H5             | 0,0017       | 10                  |
| Remifentanilsäurepropylester            | n-C3H7           | 0,14         | 20                  |
| Remifentanilsäureisopropylester         | i-C3H7           | < 0,03       | 10                  |
| Remifentanilsäurebutylester             | n-C4H9           | 0,17         | 5                   |
| Remifentanilsäure-sec-butylester        | CH(CH3)CH2CH3    | 0,046        | 5                   |
| Remifentanilsäureisobutylester          | CH2CH(CH3)2      | 0,015        | 5                   |
| Remifentanilsäure-tert-butylester       | C(CH3)3          | 0,000021     | 85                  |
| Remifentanilsäurepentylester            | n-C5H11          | 0,17         | 15                  |
| Remifentanilsäure-2-methylbut-1-ylester | CH2CH(CH3)CH2CH3 | 0,18         | 5                   |
| Remifentanilsäureisoamylester           | CH2CH2CH(CH3)2   | 0,16         | 15                  |
| Remifentanilsäureneopentylester         | CH2C(CH3)3       | 0,22         | 10                  |
| Remifentanilsäurehexylester             | n-C6H13          | 0,4          | 25                  |
| Remifentanilsäureheptylester            | n-C7H15          | 1,7          | 10                  |
| Remifentanilsäureoctylester             | n-C8H17          | > 3,0        | -                   |
| Carfentanil                             | -                | 0,00052      | 45                  |
| Fentanyl                                | -                | 0,0046       | 60                  |
| Sufentanil                              | -                | 0,0013       | 80                  |
| Morphin1                                | -                | 3,21         | -                   |

1 Gleiche Testmethode (Ratte i.v., Rattenschwanzreflex).
Der Morphin ED50-Wert sollte jedoch nur als Orientierungswert dienen, da er einer anderen Studie entnommen wurde (Van Bever et al.: "N-4-Substituted 1-(2-arylethyl)-4-piperidinyl-N-phenylpropanamides, a novel series of extremely potent analgesics with unusually high safety margin."  Arzneimittelforschung. 1976, 26, 1548–1551).
Auch bei gleicher Testmethode können ED50-Werte aus verschiedenen Studien etwas variieren.

Neben der Struktur der Ester-Gruppe der Seitenkette in den Remifentanilsäureestern beeinflusst auch der Abstand der Ester-Gruppe vom basischen Piperidin-N-Atom die analgetische Potenz. Bei Remifentanilsäure-tert-butylester und auch bei Remifentanil ist die Ester-Gruppe über einen Ethylen-Spacer (-CH2CH2-) an das N-Atom gebunden. Als optimal erwies sich (zumindest bei Remifentanil analogen Methylestern) ein Propylen-Spacer (-CH2CH2CH2-), wodurch die analgetische Potenz von Remifentanil auf das 2,75-fache ansteigt. Die folgende Tabelle zeigt die Abhängigkeit der analgetischen Potenz von Remifentanil-Derivaten vom Abstand (Länge des Alkylen-Spacers) der Methylester-Gruppe vom basischen Piperidin-N-Atom.

Tabelle der ED50-Werte verschiedener Remifentanil-Derivate in Abhängigkeit von der Länge des Alkylen-Spacers (Ratte i.v., Rattenschwanzreflex)
| Länge Alkylen-Spacer    | ED50 (mg/kg) | Wirkungsdauer (min) |
| ----------------------- | ------------ | ------------------- |
| -CH2-                   | 39,1         | 60                  |
| -CH2CH2- (Remifentanil) | 0,0044       | 15                  |
| -CH2CH2CH2-             | 0,0016       | 20                  |
| -CH2CH2CH2CH2-          | 0,8          | 30                  |

Ob bei Remifentanilsäure-tert-butylester ein Austausch des -CH2CH2- Spacers gegen einen -CH2CH2-CH2- Spacer die analgetische Potenz weiter ansteigen lässt, ist nicht bekannt. Der so resultierende 4-Methoxycarbonyl-4-(N-phenyl-N-propanoylamino)piperidin-1-butansäure-tert-butylester wurde bisher nicht in der Literatur beschrieben.